# Selenocosmia subvulpina
Selenocosmia subvulpina é uma espécie de aranha pertencente à família Theraphosidae (tarântulas).